# Stary Lipowiec
Stary Lipowiec – wieś w Polsce położona w województwie lubelskim, w powiecie biłgorajskim, w gminie Księżpol.
W latach 1975–1998 miejscowość administracyjnie należała do województwa zamojskiego.
Wieś jest sołectwem w gminie Księżpol. Według Narodowego Spisu Powszechnego z roku 2011 wieś liczyła 199 mieszkańców i była trzynastą co do liczby ludności miejscowością gminy.
Wierni Kościoła rzymskokatolickiego należą do parafii Świętych Apostołów Piotra i Pawła w Starym Majdanie.

## Części wsi
| SIMC    | Nazwa   | Rodzaj    |
| ------- | ------- | --------- |
| 0892560 | Bagno   | część wsi |
| 0892576 | Borowce | część wsi |
| 0892582 | Pniaki  | część wsi |
| 0892599 | Poręby  | część wsi |

## Historia
5 stycznia 1943 r. niemieccy okupanci dokonali egzekucji zbiegłej z getta Ity Bechter oraz zamieszkałej w Starym Lipowcu rodziny Kusiaków, którzy wcześniej udzielili Bechter schronienia. Zastrzeleni zostali również goście przebywający tego dnia w gospodarstwie. 8 października 2020 r. została odsłonięta tablica poświęcona pamięci ofiar zbrodni. W wydarzeniu wzięła udział m.in. wiceminister kultury i dziedzictwa narodowego Magdalena Gawin. Wydarzenie było częścią projektu Zawołani po imieniu organizowanego przez Instytut Pileckiego.